# Jeans for Jesus
Jeans for Jesus sind eine fünfköpfige Schweizer Pop-Band aus Bern. Ihren Durchbruch hatten sie 2014 mit ihrem Debütalbum Jeans for Jesus.

## Geschichte
Die Wege der vier Gründungsmitglieder kreuzten sich per Zufall in New York. Auf einem anschliessenden Roadtrip gründeten sie die Band aufgrund des Konsenses, „dass man ästhetische Musik mit berndeutschen Texten macht, die sich aber nicht schweizerisch anhört.“ Als sie einem Randständigen namens Jesús, eine Jeans schenkten, sei der Bandname geboren gewesen.
Bekannt wurden Jeans for Jesus bereits mit ihren zwei ersten Songs, dem „ulkigen, aber ziemlich cleveren“ Kapitalismus Kolleg und dem „abgründigen Sommerhit“ Estavayeah, über ihr erstes Album und seine „mal dadaistische, mal lakonische Beschreibung der Gesellschaft“ hieß es im Feuilleton der WOZ: „Mit ihrem desillusionierten Album stimmen Jeans for Jesus merkwürdig aufrührerisch.“

## Mitglieder
- Michael Egger: Der Berner Musiker ist Sänger und Texter der Band.[7]
- Philippe Gertsch: Der Berner Komponist und Grafiker ist auch der Artdirector der Band.[8]
- Demian Jakob: Der Zürcher Künstler ist der Texter und tritt auch als Sänger in Erscheinung.[9][10]
- Marcel Kägi: Der Berner DJ und Produzent hat unter anderem schon für Kutti MC gearbeitet und war Teil der Bands Nebelle, Rasterfahndung und KG&Morricone.[11]
- Leila Šurković: Seit 2021 ist die Berner Sängerin festes Mitglied der Band.[12]

## Diskografie
Alben
- 2014: Jeans for Jesus
- 2017: P R O
- 2020: 19xx_2xxx_ (Mundartalbum)
- 2021: 2000 etc. (deutsches Album)
- 2022: milleneufcentquelquechose (französisches Album)

Singles
- 2013: Nie meh
- 2013: Kapitalismus Kolleg
- 2013: Estavayeah
- 2013: Nie meh
- 2014: Matrix & Zyt
- 2014: L.A.
- 2017: Dr letscht Popsong (Gäubi Taxis im Sand)
- 2018: Europe (Remixes)
- 2019: babyboomsuperstar
- 2019: merci
- 2019: 2000&irgendwo
- 2019: 1900 quelquechose (feat. Stephan Eicher)
- 2020: 127.0.0.x
- 2020: blatt im wind
- 2020: in deinem garten
- 2021: 2000 etc. (feat. Steiner & Madlaina)
- 2021: weit weg
- 2021: president